# A Manca pro s'Indipendèntzia
A Manca pro s'Indipendentzia (lit. ‘a l'esquerra per la independència’) era una organització comunista independentista sarda. Alguns dels seus membres han estat acusats de terrorisme, tot i que l'organització no se'n considera. A les eleccions regionals de Sardenya de 2009 es van presentar amb Sardigna Natzione Indipendentzia obtenint el 0,5% dels vots.